# Lista de operadores móveis virtuais de Portugal
Os operadores móveis virtuais (OMV) de Portugal, são companhias de telefonia móvel que utilizam a rede de um dos quatro OMR (operadores móveis com rede) nacionais (MEO, Vodafone, NOS ou Digi, sendo este último parcialmente).
A 31 de dezembro de 2020, os OMV contavam no total com 370.000 linhas ativas (2,8% do total de linhas móveis ativas em Portugal). No caso do tráfego de dados móveis, o peso dos OMV também é muito reduzido, representando no final de 2020 cerca de 0,5% do total nacional.
A primeira licença dos OMV em Portugal, concedeu-se em 2 de junho de 2006 à Telemilénio, que nunca chegou a entrar em atividade. A primeira operação surgiu no final de 2007, lançada pelos CTT Correios de Portugal, e o operador móvel virtual designava-se Phone-ix.
No final de 2020, Portugal com 2,8% ocupava a 10.ª posição na União Europeia, em termos da proporção de acessos por OMV, longe dos líderes. Em vários países europeus o peso dos OMV ultrapassa os 10%, com destaque para os Países Baixos onde representam quase 25% do total dos acessos móveis. A Chéquia, embora tenha apenas um OMV da tipologia OMV Completo (em inglês: Full MVNO), no total de todas as tipologias de OMV é o país que apresenta maior número de OMV (cerca de 150), incluindo um elevado número de OMV regionais que oferecem igualmente serviços de rede fixa. Seguem-se os Países Baixos e a Espanha com 38 e 37 OMV, respetivamente.

## Listagem por rede

### Com rede deMEO(Grupo Altice)
- OMV externo ao OMR MEO com acesso a 4G:
  - Oni Telecom (para empresas e distribuidores)[5][6]
- Antigo OMV externo ao OMR MEO com acesso à rede:
  - Liga-T (operou serviço móvel com rede de MEO entre junho de 2024 e maio de 2025)[7][8]
  - Nowo (utilizou a rede de MEO como OMR secundário, onde não dispunha de rede própria)[9][10] Até 13 de setembro de 2016, Nowo operou com a anterior denominação de Cabovisão.[11]
- OMV extintos:
  - Phone-ix (encerrou a 1 de janeiro de 2019)[12][13][14][15]

Até 29 de dezembro de 2014, MEO operou com as anteriores denominações de PT Comunicações e de TMN.

### Com rede deVodafone
- OMV externo ao OMR Vodafone com acesso a 5G:
  - Lycamobile (opera desde setembro de 2012)[17]
- OMV extintos:
  - Zon Mobile (integrado no OMR Nos, na sequência da fusão do OMR Optimus com o operador Zon TV Cabo)[18][19]

Até 22 de outubro de 2001, Vodafone operou com a denominação de Telecel.

### Com rede deNOS
- OMV externo ao OMR NOS com acesso a 5G:
  - UN2 (Grupo Masnostra)[21][22][23][24][25]

- OMV extintos:
  - Vectone Mobile (encerrou a 4 de julho de 2018)[26][27][28][29]
    - Delight (integrado em Vectone Mobile)[30]

  - Mundio Mobile (alterou a designação para Vectone Mobile em 23 de março de 2017)[31][32][33][34]
  - Continente Mobile (propriedade de Sonae)[35]
  - Talk Talk Mobile (propriedade de The Phone House)[36]

Até 16 de maio de 2014, NOS operou com a anterior denominação de ZON Multimédia e Optimus Telecomunicações.

### Com rede deDIGI
Atualmente não existe nenhum OMV que utilize a rede do OMR DIGI.